# شبثان (البيضاء)
شبثان هي إحدى قرى الجمهورية اليمنية. تتبع جغرافيا لمحافظة البيضاء و إداريًا لمديرية الصومعة. يبلغ تعداد سكانها 2202 نسمة حسب الإحصاء الذي أجري عام 2004.